# رافد أحمد علوان الجنابي
رافد أحمد علوان الجنابي (بالألمانية: Rafid Ahmed Alwan)‏ والمعروف عند وكالة استخبارات الدفاع الأمريكية بالاسم الحركي (Curveball). رافد الجنابي مواطن ألماني ترك العراق عام 1999.
ادعى أنه عمل مهندسا كيمياويا في مختبرات متنقلة لتصنيع الأسلحة وهي جزء من برنامج أسلحة الدمار الشامل العراقية. أثبتت تقارير مجموعة مسح العراق في عام 2004 كذب ادعاءات رافد الجنابي.

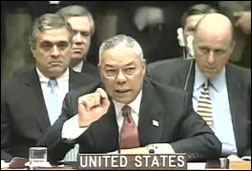
وزير الخارجية الأمريكي كولن باول يحمل نموذجا لقنينة ٲنثراكس أثناء حديثه في مجلس الأمن بتاريخ 5 شباط 2003.

ادعاءات رافد الجنابي استغلها كولن باول في حديثه في مجلس الأمن والتي استغلت لبدء حرب العراق.